# Yangping (köpinghuvudort i Kina, Hubei Sheng, lat 31,50, long 114,11)
Yangping (kinesiska: 阳平) är en köpinghuvudort i Kina. Den ligger i provinsen Hubei, i den centrala delen av landet, omkring 100 kilometer norr om provinshuvudstaden Wuhan. Antalet invånare är 19 828. Befolkningen består av 9 339 kvinnor och 10 489 män. Barn under 15 år utgör 14,0 %, vuxna 15-64 år 76 %, och äldre över 65 år 9,0 %.
Runt Yangping är det tätbefolkat, med 459 invånare per kvadratkilometer. Närmaste större samhälle är Guangshui, 17,3 km nordväst om Yangping. Trakten runt Yangping består till största delen av jordbruksmark.
Genomsnittlig årsnederbörd är 1 403 millimeter. Den regnigaste månaden är juli, med i genomsnitt 241 mm nederbörd, och den torraste är december, med 19 mm nederbörd.